# Битка код Трафалгара
Битка код Трафалгара је била најзначајнија поморска битка Наполеонових ратова. Одвијала се између британске и француске морнарице 21. октобра 1805. и била је део рата треће коалиције против Наполеона. Британска победа у бици код Трафалгара потврдила је поморску супериорност, коју је Велика Британија успоставила у 18. веку. Британска флота од 27 бродова уништила је здружену француску и шпанску флоту од 33 брода западно од рта Трафалгар у југозападној Шпанији. Рт Трафалгар се налази између Гибралтара и Кадиза. Французи и Шпанци су изгубили 22 брода, а Британци ниједан. Британски командант адмирал Хорејшио Нелсон погинуо је при крају битке и постао је највећи британски поморски херој.

## Увод
Француска је 1805. била доминантна војна сила на европском континенту, а британска морнарица је контролисала мора. За време рата Британија је успоставила поморску блокаду Француске и спречавала француску трговину и спречавала пуну мобилизацију француске морнарице. Французи су неколико пута успевали да избегну британску блокаду, али нису били способни да Британији нанесу већи пораз. Британија је врло лако свуда нападала француске интересе. Када је Трећа коалиција објавила рат Француској, Наполеон је одлучио да изврши инвазију Британије. Да би то постигао морао се осигурати да му британска морнарица не може спречити инвазиону флотилу, а то је значило да је требало да контролише Ламанш.
Главна француска флота је била у Бресту у Бретањи и у Тулону на Медитерану. Друге атлантске луке имале су само мање ескадриле. Пошто је Шпанија била француски савезник могло се рачунати на шпанску флоту у Кадизу и Феролу. Британија је имала искусне и добро увежбане морнаричке официре. За разлику од тога већина најбољих француских официра била је или убијена или смењена за време француске револуције. Вицеадмирал Пјер-Шарл Вилнев је био најкомпетентнији официр за командовање Наполеоновом медитеранском флотом.
Наполеонов поморски план 1805. је био да се француска и шпанска флота из Медитерана и Кадиза пробију кроз блокаду и да се комбинују у Карибима. По повратку би помогли флоти из Бреста да разбију блокаду Ламанша. Француска флота би контролом Ламанша омогућила инвазију Британије.

## Западна Индија
Адмирал Нелсон је почетком 1805. командовао блокадом Тулона. Нелсон је држао лабаву блокаду надајући се да ће извући француску флоту из Тулона и увући је у велику битку. Вилневова флота је успешно избегавала Нелсонову после олује. Док је Нелсон тражио француску флоту по Медитерану, Вилнев је прошао кроз Гибралтар, састао се са шпанском флотом и кренули су како су намеравали према Западној Индији (Карибима). Кад је Нелсон схватио да је француска флота побегла у Атлантик кренуо је за њом.

## Кадиз
Вилнев се из Западне Индије вратио у Европу намеравајући да разбије блокаду Бреста. Током битке код рта Финистера била су заробљена два шпанска брода од стране ескадре вицеадмирала Роберта Колдера. Због тога је Виленев одустао од плана деблокаде Бреста и одједрио до Ферола.
Наполеонови планови инвазије Енглеске зависили су од тога да ли има довољно бродова крај Булоњ сир мер. Вилнев је имао 32 брода, вицеадмирал Гантом је имао 21 брод у Бресту и заједно са још 5 бродова укупно је требало да имају 58 бродова спремних за инвазију. Вилнев је пре испловљавања из Ферола 10. августа добио стриктно Наполеоново наређење да крене северно према Бресту. Вилнев је био забринут да Британци посматрају његово кретање, па је због тога 11. августа кренуо јужно према Кадизу. Француска инвазиона војска је чекала морнарицу. Пошто се Вилнев није појавио до 26. августа три француска инвазиона корпуса су кренула према Немачкој, где ће бити потпуно ангажовани. У августу се и Нелсон вратио кући после две године службе на мору. Остао је у Енглеској 25 дана. У Енглеској се сазнало 2. септембра да су комбинована шпанска и француска флота у Кадизу. Нелсон је морао да чека до 15. септембра док његов брод ХМС Виктори није био спреман. Вилијам Корнволис је 15. августа донео судбоносну одлуку да одвоји 20 бродова из флоте, која је штитила Ламанш и да их упути јужно против непријатељске флоте у Кадизу. Оставио је канал Ламанш са само 11 бродова. Оних 20 бродова ће чинити језгро флоте, која ће се борити код Трафалгара. Флота је најпре била под командом вицеадмирала Колдера. Нелсон је дошао тек 29. септембра и преузео команду. Британска флота је користила фрегате, којима је стално осматрала луку у Кадизу, а главна флота је била непримећена око 80 километара западно од обале. Нелсон се надао да ће извући француско-шпанску флоту

### Ситуација са снабдевањем
Нелсонова флота је била лоше снабдевена. Пет бродова је 2. октобра послано у Гибралтар по снабдевање. Ти бродови су касније употребљени у Медитерану за заштиту конвоја, а Нелсон је очекивао да се ти бродови врате. Стизали су други бродови, тако да је флота 15. октобра била у пуном саставу. У међувремену, француска флота у Кадизу је такође имала великих проблема са снабдевањем. Осим тога, бродовима је недостајало морнара. То нису били једини проблеми француске и шпанске флоте. Бродови су годинама били блокирани у лукама са само кратким изласцима. Француској флоти је недостајало искуства. Имали су јако мало искусних морнара. Већина посаде се морала учити морнарском занату током кратких узлазака на отворено море. Снабдевање француске флоте у Кадизу побољшано је у октобру, али Вилнев је оклевао да напусти луку, кад је чуо за долазак Нелсона. Капетани француских бродова су гласали да остану у луци. Наполеон је 14. септембра заповедио француској и шпанској флоти да напусти Кадиз при првој повољној прилици, да им се у Картахени придружи седам шпанских бродова, да искрцају војску у Напуљу и да се одлучно боре ако се сретну са британским бродовима.

## Нелсонов ратни план
Током блокаде француске флоте у Шпанији Нелсон је у октобру дао инструкције својим капетанима, како да се боре. Кључна принцип је био да поредак за време пловидбе остане и бојни поредак кад се види непријатељ, да се не троши време на формирање прецизне линије, да се напад изводи помоћу две групе бродова. Једну групу је требало да предводи Катберт Колингвуд са задатком да се баци на непријатељску позадину. Другу групу бродова ће предводити Нелсон и задатак ће бити да центар и претходница не помажу одсечене бродове. Нелсон је својим капетанима оставио слободу, која је зависила од околности. Водеће правило је требало да буде одсецање непријатељска позадина и концентрација надмоћне силе на том месту.
План је имао три важне предности. Допуштао је британској флоти да се приближи француско-шпанској флоти што је могуће брже и тиме се смањује шанса француске флоте да избегне битку. Планом је омогућено да се разбије бојни поредак непријатељске флоте и да се започну индивидуалне борбе брода са бродом. Нелсон је знао да има бољу и искуснију посаду, брже топове и виши борбени морал. Знао је да непријатељ не може да надокнади те битне предности британске флоте. Осим тога намера је да концентрише већу количину бродова у непријатељској позадини. Бродовима, који се буду налазили напред требаће времена да се окрену и дођу у помоћ. Главни недостатак плана је био од велике топовске ватре на водеће британске бродове, док се буду приближавали. Нелсон је био свестан да су артиљерци на француским и шпанским бродовима слабо обучени, тако да ће лоше гађати. Нелсонов план је представљао отклон од уобичајене тактике, по којој се маневрима приближава непријатељским бродовима у једној линији, а да се затим крене у битку у паралелним линијама.

## Битка
Пјер Вилнев је 18. октобра добио писмо, у којем сазнаје да је у Мадрид стигао вицеадмирал Франсоа Росили, који ће од њега преузети команду над флотом. у исто време добио је информацију да је шест британских бродова стигло у Гибралтар. Вилнев је одлучио да крене у битку пре него што буде смењен, односно пре него његов наследник дође у Кадиз.

### Одлазак
Време је успорило одлазак флоте. Вилнев је имао план да формира 4 ескадриле, од којих би сваки имао француских и шпанских бродова. Капетани су с оклевањем напуштали Кадиз, јер су претходно гласали да остану у Кадизу. Капетани нису баш следили Вилневове команде, па флота није изашла у некој посебној формацији. Вилнев је цели 20. октобар организовао флоту и кренуо је у три колоне. Флота се припремила за битку и током ноћи су формирали једну линију. Следећег дана уочили су Нелсонову флоту од 27 бродова ван линије, Вилнев је поново организовао своју флоту у три колоне, али је променио мишљење и наредио једну линију. Као резултат имао је неједнаку формацију, мало раширену. У 5:40 ујутро британска флота је била 34 километра северозападно од рта Трафалгар, а француско-шпанска флота се налазила између њих и рта. У 6 сати Нелсон је наредио да се припреме за битку. Вилнев је у 8 сати наредио да се флота окрене за Кадиз. То је обрнуло распоред француске линије, а ветар је потпомогао нереду, јер би и искусније посаде имале проблема са маневрирањем у исправан поредак. Тек након сат и по успостављен је Вилнеов поредак, који је још увек био неправилан. Вилнев је био свестан да британска флота неће напасти на старомодан начин, кад се прилазило паралелном линијом и где би обрачун започињао спреда према назад. Знао је да ће се концентрисати на један део његове линије. Осим тога био је свестан и неискуства послуге и официра да се могу маневрима супротставити непријатељској намери. До 11 сати Вилнев је могао видети целу Нелсонову флоту у две паралелне колоне. Двема флотама био је потребан још сат времена да доћу једна до друге. Вилнев се трудио да формира линију, јер су се његови бродови налазили у неправилној формацији. Француско-шпанска флота је била око 8 km дугачка кад се Нелсон приближавао. Нелсон је имао 17.000 морнара и 2.148 топова, а Французи и Шпанци 30.000 морнара и 2.568 топова. Осим тога Нелсон је имао и шест бродова мање од непријатеља.

## Окршај
Битка се највише одвијала по Нелсоновом плану. Нелсон је у 11:45 послао чувени сигнал заставицом "Енглеска очекује да сваки човек обави своју дужност." Нелсон је захтевао да се пошаље сигнал "Енглеска има поверење да ће сваки човек обавити своју дужност". Пошто једне речи није било у књизи сигнала порука је измењена. Флота се приближавала Виленеву у две колоне. Колону према ветру је предводио Нелсон на броду Виктори, а Катберт Колингвуд је предводио другу колону на броду Ројал Суверен од 100 топова. Нелсон је предводио своју колону бродова према предњем делу француско-шпанске флоте, па се окренуо према правој тачки напада. Колингвуд је лагано променио смер своје колоне бродова. Пошто је било мало ветра бродови су се кретали јако споро, па су водећи британски бродови били готово сат времена под ватром неколико непријатељских бродова. У подне Вилнев је послао сигнал да се нападне непријатељ. Британски адмиралски брод Ројал Суверен је први дошао до француске флоте, па је био под ватром са 4 брода пре него што је дошао до заставног брода Санта Ана под командом адмирала Алаве, на кога је испалио разарајућу салву са стране. Други британски брод у Колингвудовој колони Белејсл ушао је у обрачун са четири француска брода и остао је потпуно без јарбола. Није више могао да маневрише, а једра су покрила батерије. Брод је ипак пловио 45 минута док није дошао следећи британски брод да га спаси.
Нелсонов адмиралски брод Виктори је 40 минута био под ватром 4 непријатељска брода. Било је много промашаја. Ипак било је много рањене посаде. Виктори није могао да одговара на ватру. У 12:45 Виктори се пробио у непријатељску линију између Вилневовог адмиралског брода Бикантор и Редутабл. Брод Виктори је пришао Бикантору и испалио је на њега разорну салву постранце. Тада су убили и ранили многе крај топова. Вилнев се после тога спремао за покушај преотимања и укрцавања на брод, али није се то десило. Виктори је напао брод Редутабл, који је имао 74 топа. Нелсон је оставио да се следећа три британска брода обрачунају са бродом адмирала Вилнева.
Посаду Редутабла сачињавало је много пешадије и спремали су се да се пребаце на Нелсонов брод Виктори и да га заробе. Метак са Редотабла погодио је Нелсона у лево раме, прошао кроз тело и зауставио се на кичми. Нелсон је узвикнуо "Коначно сам успео, ја сам мртав". Однели су га испод палубе, где је умро у 16:30. Та битка по којој је постао легендаран завршила је у корист Британаца. Виктори је прекинула паљбу, а тобџије су позване на палубу да се боре и да одбију покушај заузимања брода. Међутим тобџије су одбијене француском паљбом. Кад су се Французи спремали за освајање Викторија, други британски брод Темерен приближио се Редутаблу и паљбом из топова по изложеном делу француског брода Редутабла изазвао је много жртава. Капетан француског брода Редутабла Жан Лика је у 13:55 предао брод са само 99 способних морнара од 643. Остали су били тешко рањени. Виктори и Темперен су изоловали француски брод Бикантор. Сантисма Тринидад је исто тако био изолован па се предао након три сата. Како је све више британских бродова улазило у битку, тако су надвладавали бродове француског центра и позадине. Француска претходница је успела побећи. Британци су заузели 22 брода француско-шпанске флоте, а нису изгубили ниједан. Док је Нелсон умирао наредио је посади да се усидри, јер се очекивало невреме. Током олује тешко оштећени бродови су потонули или су били одувани до обале.

## Резултати
Само 11 бродова се вратило у Кадиз, а од тога је само 5 било у пловном стању. Два дана касније су покушали да преотму од Енглеза део бродова, успели су да преотму два брода. Преостали француски бродови остали су у Кадизу до 1808, када је Наполеон извршио инвазију Шпаније. Тада су Шпанци заузели француске бродове и ставили их на непријатељску страну. Виктори је отишао до Гибралтара на поправак, а после тога се запутио у Енглеску. Много рањених морнара лечено је у болници у Гибралтару. Француски вицеадмирал Вилнев је био заробљен и одведен у Енглеску. Када је ослобођен вратио се у Париз. Нађен је у хотелској соби са шест убода кухињским ножем у прса. Речено је да је извршио самоубиство.
Битка код Трафалгара била је исти дан када и битка код Улма. Наполеон није неколико недеља знао за исход битке. Само два месеца касније Наполеон је победио у великој бици код Аустерлица. Том одлучном победом над Аустријом и Русијом окончан је Рат треће коалиције. Пруска се није прикључивала коалицији. Ипак Француска није могла да победи Британију на мору, тако да је Наполеон прогласио континенталну блокаду, као покушај да спречи трговину Британије са европским континентом.

## Последице
После те битке британска морнарица се више није озбиљније сукобљавала са француском флотом. Наполеон је и пре битке одустао од планова инвазије Британије. Нелсон је постао британски највећи поморски херој. Постао је инспирација за британску морнарицу. Нелсону су се подизали споменици у британским градовима. Лондонски чувени Трафалгарски трг именован је по тој бици, а на тргу се налази Нелсонов кип на високом ступу. Занимљиво је да су генерације француске деце училе да се битка код Трафалгара завршила неодлучено и да је у њој погинуо британски адмирал.
Разлика измећу жртава једне и друге стране није била само последица Нелсонове тактике, него разлике бојне готовости две флоте. Нелсонову флоту су чинили бродови, који су суделовали у многим обрачунима током блокаде. Француску флоту су углавном чинили бродови за снабдевање војске.